# スティックのり

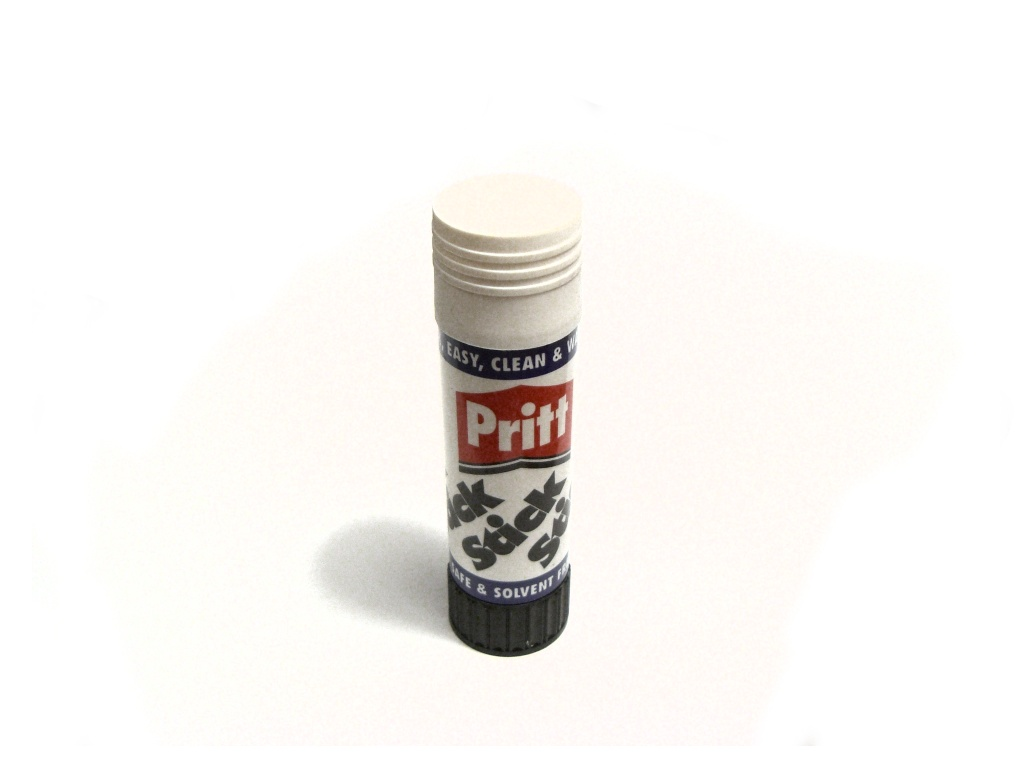
プリットブランドのスティックのり（英国版）

スティック糊（スティックのり）は、棒状の固形糊を指す総称である。主に紙類の接着用途に用いる。英語のスティック (Stick) は『棒状』の他に『くっつく』『貼り付ける』意味があり、双方の意味が掛けられている。棒口紅と同様の容器形状からリップスティックタイプ糊とも称される。

## 概要
棒口紅と同様の円筒や角柱の容器に収めた、棒状に成形した固形接着剤を、容器底部を回転して内底とともに繰り出して塗布する。

## 歴史
1969年にヘンケルが開発した。日本ではトンボ鉛筆が初めて生産した。従来の澱粉糊や液体合成糊に比べて、手指に付着がなく、紙にしわが寄り難い、速乾性に優れるなどの利点があるが、紙の材質や貼付後の経時変化で剥がれ易くなる場合がある。

## 商品
- Pritt (プリット) - 1970年から2016年までコクヨ[2]、2017年からプラス[3]
- PIT（ピット） - トンボ鉛筆、1971年5月発売[4]
- STICK フエキスティック - フエキ、1971年発売[5]
- 固形アラビック - ヤマト、1994年発売[6]
- GLOO（グルー）- コクヨ、2019年1月より発売[7]
- スコッチ スティックのり - 3M

簡単に剥がせる仮付け用の商品、色を付けて塗布状況を見やすくした商品（色は二酸化炭素と触れると消える）などもある。